# Индийская каллиграфия
Индийская каллиграфия — это искусство красивого письма в Индии.

## История

### Ранняя каллиграфия (III в. до н. э. — VI в. н. э.)
Наиболее ранними сохранившимися памятниками индийской письменности являются надписи древнеиндийского царя Ашоки, нанесённые на каменные колонны. Важными разновидностями письменности стали кхароштхи и брахми. Начиная со II века н. э., в качестве писчего материала в Индии использовалась береста. Берестяная кора в Индии называлась словом Bhojpatra, где patra означает лист или кору на санскрите. Пальмовые листья использовались вместо бумаги, даже когда бумага стала доступна в Индии. Листья использовались повсеместно, потому что они были хорошей поверхностью для письма. Это способствовало изящному и фигурному почерку — иначе говоря, каллиграфии. Использовались обе стороны листьев, а сами листья укладывались друг на друга. Затем в листьях проделывали отверстия и соединяли их верёвкой. Так создавали ранние индийские рукописи, распространённые в Юго-Восточной Азии того времени.

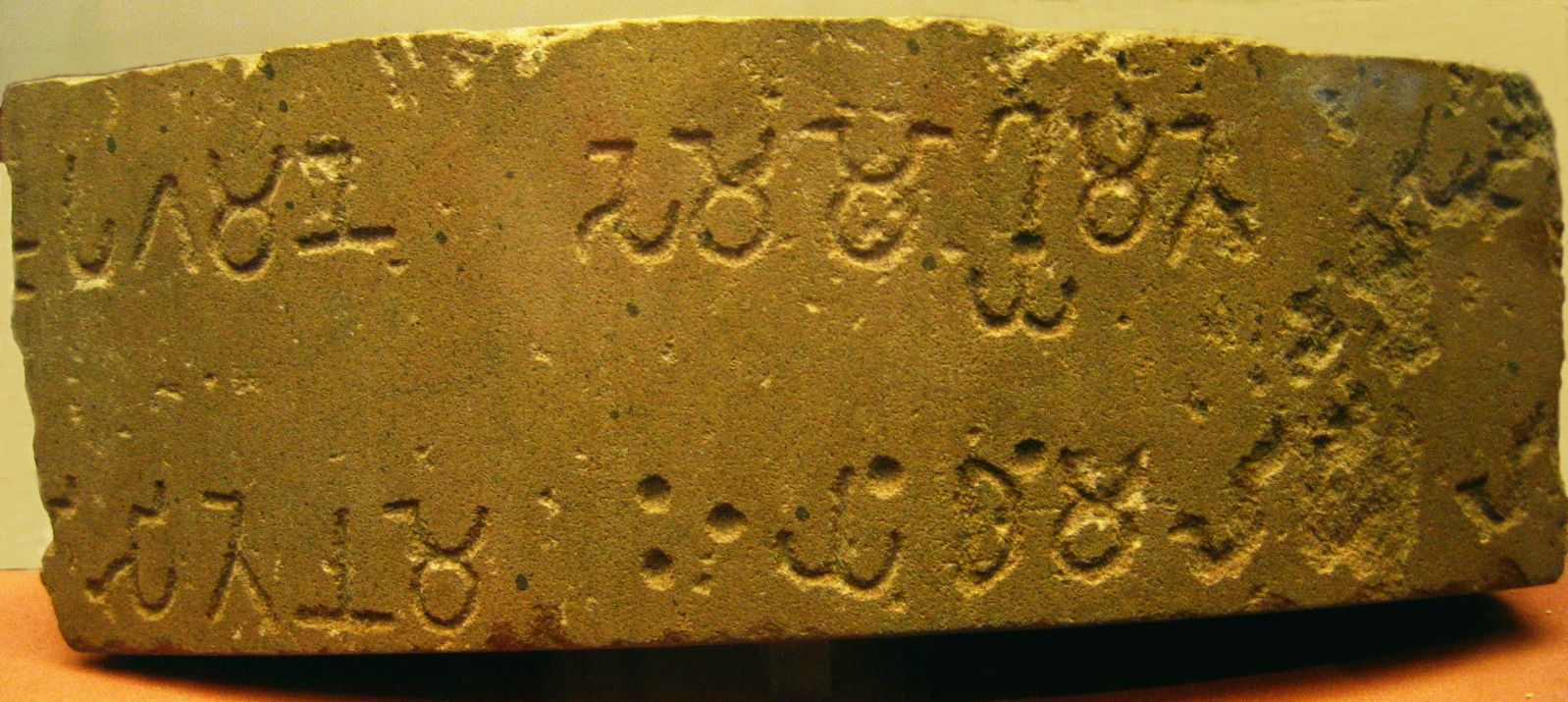
Фрагмент надписи на шестой колонне Ашоки.

### Средневековье (VI—XVI вв.)
Индийская каллиграфия начала распространяться по миру около 500 года н. э., когда индийские торговцы, колонисты, военные авантюристы, буддийские монахи и миссионеры распространили индийское письмо из Юго-Восточной Азии в Центральной Азии. Большое количество концепций и идей было создано с конца 400-х годов до конца 1400-х годов, за 1000-летний временной промежуток. Гилгитское письмо — самая ранняя заметная форма каллиграфии в Индии, которая датируется V и VI веками. Наиболее ранние нарисованные обложки манускриптов были созданы между VII и IX веками, а самая ранняя иллюстрированная рукопись в Южной Азии появилась лишь около X века.

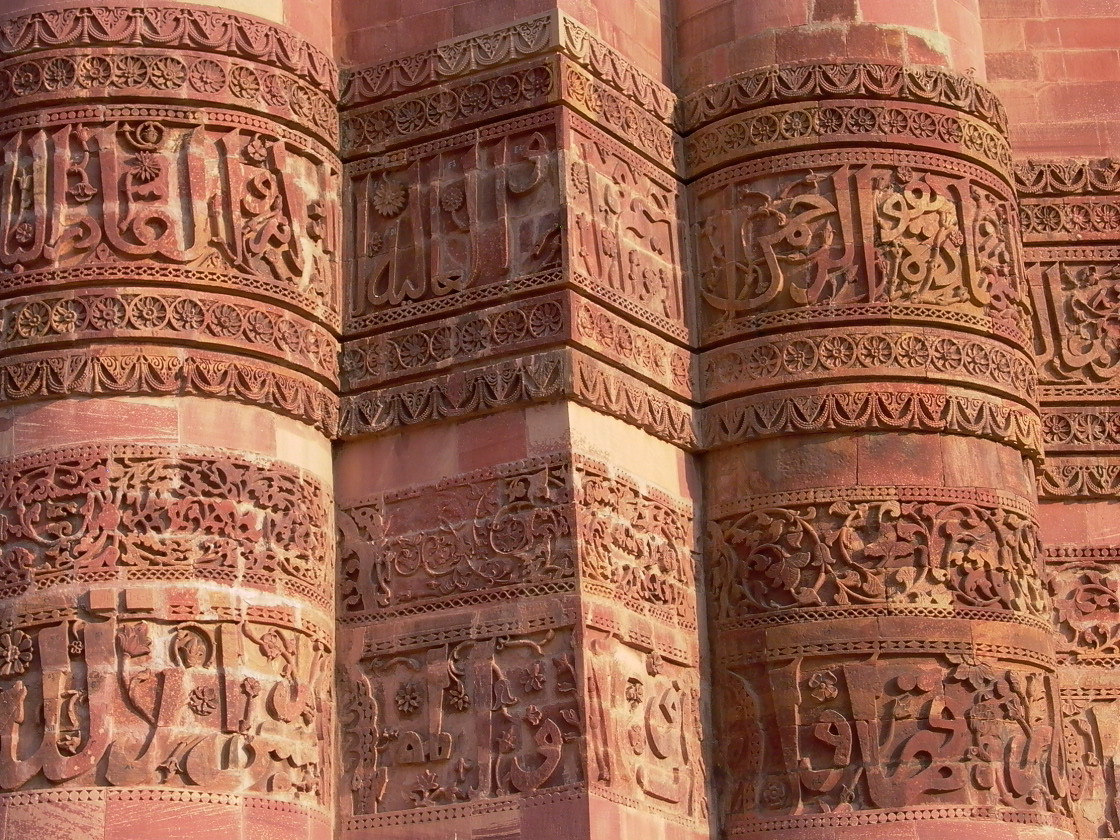
Надписи в куфическом стиле каллиграфии образуют регулярные полоски по всему минарету Кутб-Минар, Дели (построен около 1193 года)

Персидское влияние породило уникальную и важную разновидность индийской каллиграфии, хотя в Индии уже существовало множество каллиграфических традиций, а индийское письмо в корне отличалось от письма, используемого в арабских и персидских традициях. Заметные достижения Моголов включают утончённые рукописи, которые обычно были автобиографиями и хрониками знати.

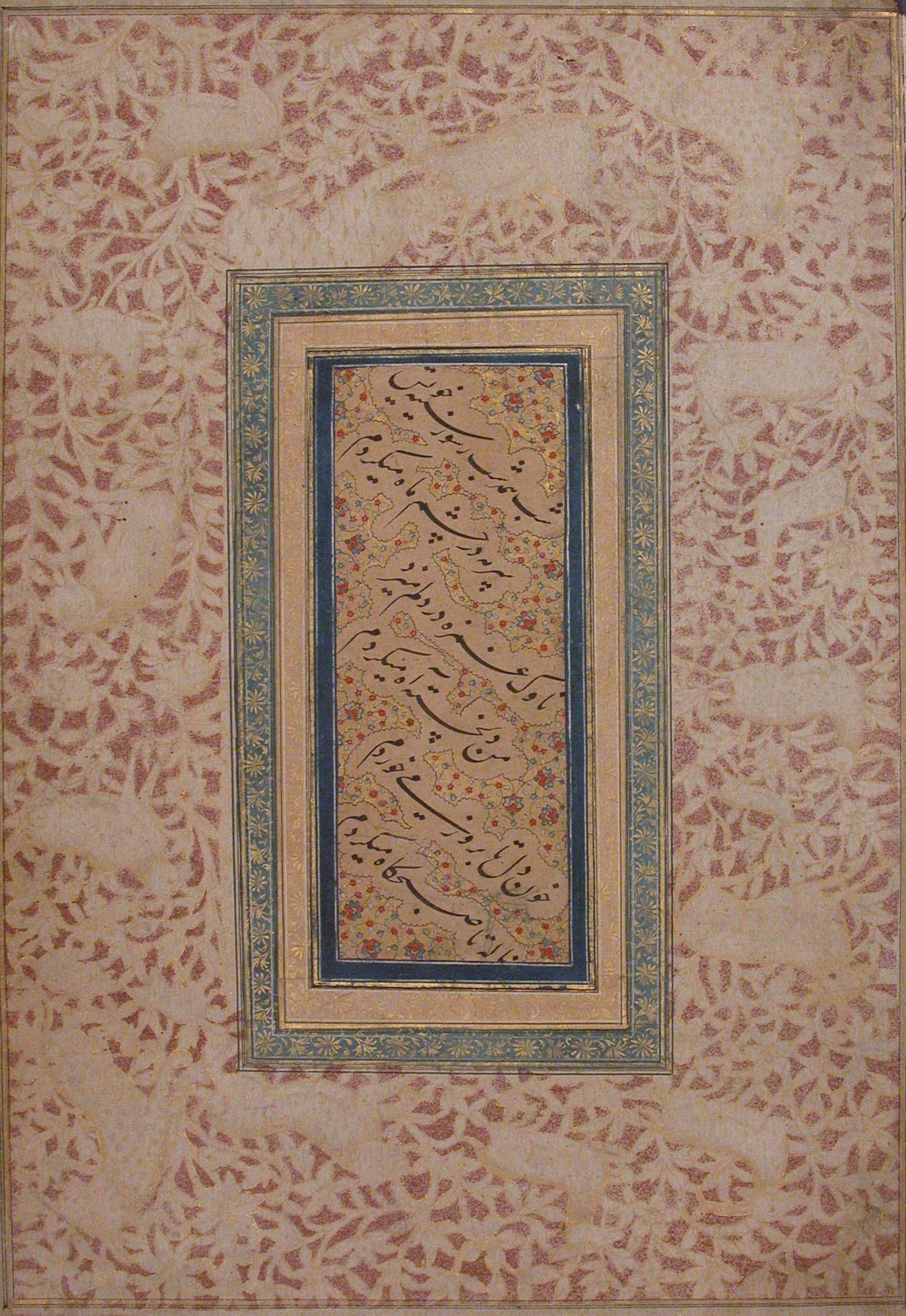
Каллиграфия могольской эпохи (Бичитр, XVII век; Метрополитен-музей, Нью-Йорк)

### Современный период (XVI век — настоящее время)
С XVI века сикхизм сыграл ключевую роль в истории индийской каллиграфии. Сикхи по традиции переписывали свою священную книгу «Гуру Грантх Сахиб» вручную, снабжая её иллюстрациями.
Цель индийской каллиграфии была больше, нежели просто общение. Каллиграфия помогала членам сообщества объединиться не только в языке, но и в других аспектах жизни. Богатое наследие каллиграфии было очень важным, поскольку книгопечатание в индийских странах ещё не было доступно. Каллиграфия сближала людей, унифицируя способ общения. Хотя в наше время она используется как форма искусства, до XVI века каллиграфия была необходима для общения.

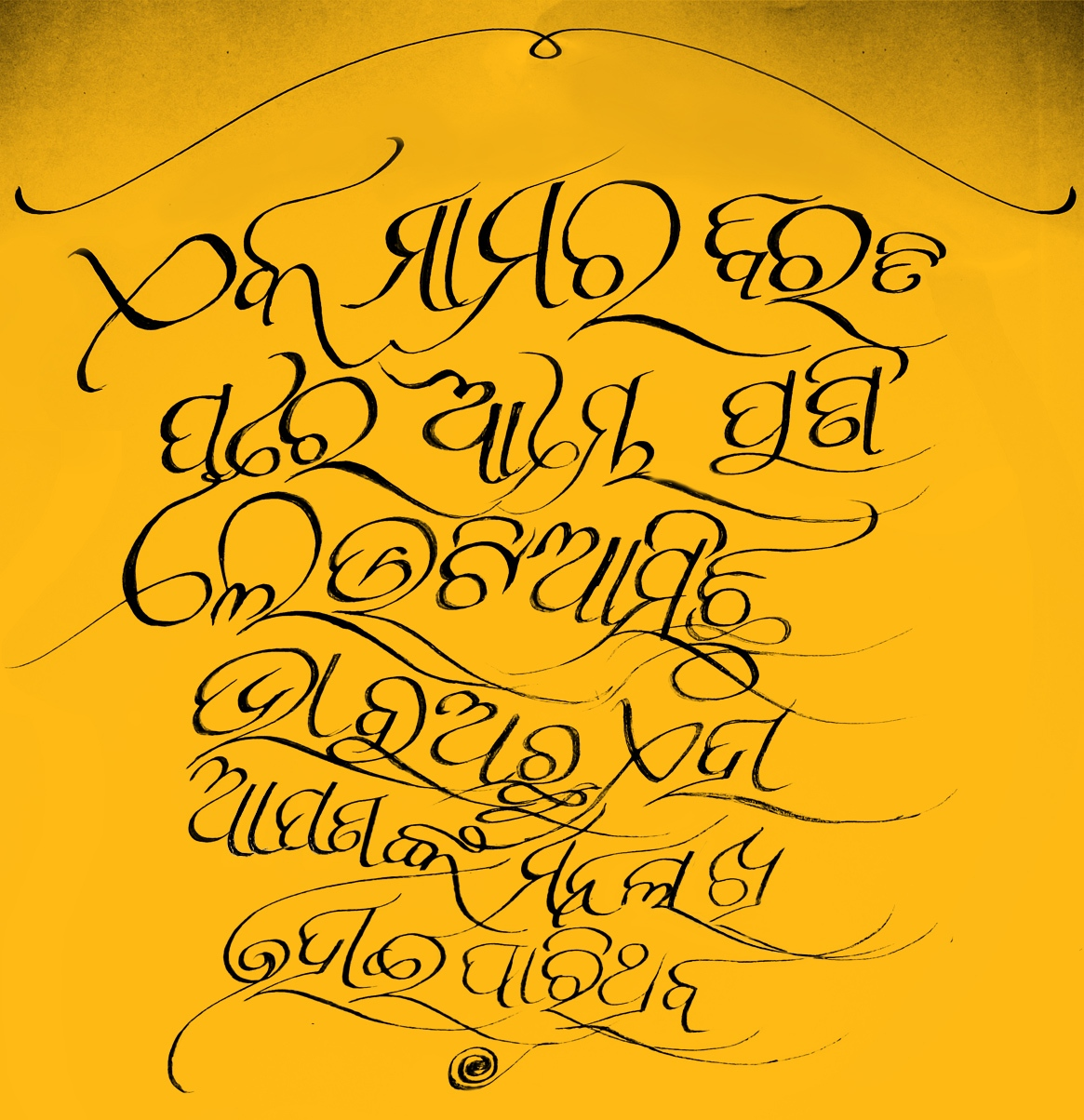
Каллиграфическая надпись письмом ория

## Особенности индийской каллиграфии
Каллиграфия в Индии чаще всего применяется для священных текстов. Некоторые члены монашеских буддийских общин были обучены каллиграфии и отвечали за переписывание религиозных текстов. Джайны иллюстрировали рукописи, посвящённые святым джайнизма. Эти рукописи были изготовлены из недорогого материала, например, пальмовых листьев и берёсты, и включали изысканные каллиграфические надписи.